# Laghetto del Pellicone
Il Laghetto del Pellicone è un piccolo lago che si trova al confine tra i comuni di Montalto di Castro e Canino, lungo il fiume Fiora, in prossimità del sito archeologico di Vulci.
In questo luogo sono state girate alcune scene dei film Non ci resta che piangere (1984), Il Branco (1994), Tre uomini e una gamba (1997), La voce della pietra (2017) e Quando (2023).